# Olimpiada Statystyczna
Olimpiada Statystyczna – olimpiada szkolna organizowana dla uczniów szkół ponadpodstawowych. W olimpiadzie mogą również uczestniczyć – za zgodą komitetów okręgowych – laureaci konkursów, rekomendowani przez komisje konkursowe oraz uczniowie szkół podstawowych, szkół branżowych — realizujący indywidualny program lub tok nauki, rekomendowani przez szkoły. Organizatorami olimpiady jest Główny Urząd Statystyczny oraz Polskie Towarzystwo Statystyczne. Olimpiada jest organizowana od 2016 r.
Funkcjonuje na podstawie rozporządzenia Ministerstwa Edukacji Narodowej z dnia 29 stycznia 2002 r. w sprawie organizacji oraz sposobu przeprowadzania konkursów, turniejów i olimpiad.
W pierwszych trzech latach, rocznie w olimpiadzie brało udział ok. 3 tys. uczniów.

## Cele
Celem olimpiady jest:
- upowszechnianie wiedzy i rozwijanie umiejętności z zakresu statystyki w obszarze analiz społeczno-gospodarczych,
- stymulowanie aktywności w zakresie kompetencji interpersonalnych młodzieży szkół ponadgimnazjalnych.

## Etapy
Olimpiada składa się trzech etapów:
- I stopień – zawody szkolne;
- II stopień – zawody okręgowe, przy czym okręg stanowi obszar jednego województwa;
- III stopień – zawody centralne.